# Olympische Jugend-Sommerspiele 2010/Teilnehmer (Kanada)
| Gelbes Symbol für Goldmedaillen mit stilisierten Olympischen Ringen | Graues Symbol für Silbermedaillen mit stilisierten Olympischen Ringen | Braundes Symbol für Bronzemedaillen mit stilisierten Olympischen Ringen |
| ------------------------------------------------------------------- | --------------------------------------------------------------------- | ----------------------------------------------------------------------- |
| 3                                                                   | 1                                                                     | 8                                                                       |

Die Jugend-Olympiamannschaft aus Kanada für die I. Olympischen Jugend-Sommerspiele vom 14. bis 26. August 2010 in Singapur bestand aus 60 Athleten.

## Athleten nach Sportarten

### Badminton
| Mädchen - Tracy Wong | Jungen - Henry Pan |

### Basketball
Mädchen
- 4. Platz
- Kaylee Halvorson
- Kaylee Kilpatrick
- Tiye Traore
- Dakota Whyte

### Bogenschießen
Jungen
- Timon Park

### Fechten
| Mädchen - Alanna Goldie Bronze Mannschaft Mixed (im Team Amerika 1) | Jungen - Miguel Breault-Mallette - Alexandre Lyssov Bronze Degen Einzel Bronze Mannschaft Mixed (im Team Amerika 1) |

### Gewichtheben
Mädchen
- Prabdeep Sanghera

### Judo
Mädchen
- Ecaterina Guica

### Kanu
| Mädchen - Jazmyne Denhollander | Jungen - Hayden Daniels |

### Leichtathletik
| Mädchen - Rayann Chin - Shai-Anne Davis - Gabrielle Edwards - Isatu Fofanah - Katelyn Hayward - Brittany Lewis - Katherine Reid - Rachel Romu | Jungen - Eamonn Kichuk |

### Radsport
| Mädchen - Kristina Laforge | Jungen - Steven Noble - Steven Creighton - Ryan Macdonald |

### Reiten
- Dominique Shone

### Ringen
| Mädchen - Dorothy Yeats Gold Freistil bis 70 kg | Jungen - Parmvir Dhesi - Dalton Webb |

### Schießen
Mädchen
- Danielle Marcotte

### Schwimmen
| Mädchen - Bronze 4 × 100 m Freistil - Lindsay Delmar - Lauren Earp Bronze 100 m Freistil - Rachel Nicol Gold 50 m Brust Bronze 100 m Brust - Tera van Beilen Gold 100 m Brust Silber 200 m Brust | Jungen - Jeremy Bagshaw Bronze 200 m Freistil - Chad Bobrosky - Thomas Jobin - Kyle McIntee |

### Segeln
Mädchen
- Audrey Caron
- Sarah Douglas

### Taekwondo
| Mädchen - Melanie Phan Bronze Klasse bis 49 kg | Jungen - Stefan Bozalo Bronze Klasse über 73 kg |

### Tennis
| Mädchen - Marianne Jodoin - Katarena Paliivets | Jungen - Pavel Krainik |

### Triathlon
| Mädchen - Christine Ridenour | Jungen - Brook Powell |

### Turnen
| Mädchen - Madeline Gardiner - Katrina Cameron Bronze Rhythmische Sportgymnastik Mannschaft - Maria Kitkarska - Melodie Omidi Bronze Rhythmische Sportgymnastik Mannschaft - Angelika Reznik Bronze Rhythmische Sportgymnastik Mannschaft - Victoria Reznik Bronze Rhythmische Sportgymnastik Mannschaft - Mariah Madigan | Jungen - Robert Watson - Curtis Gerein |

### Wasserspringen
| Mädchen - Pamela Ware | Jungen - Marc Sabourin-Germain |